# Conospermum stoechadis
Conospermum stoechadis (лат.) — кустарник, вид рода Коноспермум (Conospermum) семейства Протейные (Proteaceae), эндемик Западной Австралии.

## Ботаническое описание
Conospermum stoechadis — прямостоячий многоствольный кустарник с лигнотубером высотой от 0,3 до 2 м. Тонкие игольчатые листья от двух до 17 см в длину и от 0,6 до 2,25 мм в ширину. Соцветия белых или серых цветков собраны в метёлки.

## Таксономия
Впервые этот вид был описан в 1838 году австрийским ботаником Штефаном Эндлихером в Stirpium Australasicarum Herbarii Hugeliani Decades Tres на основе материалов, собранных австрийским аристократом и ботаником Карлом фон Хюгелем (1795—1870) в окрестностях пролива Кинг-Джордж. С тех пор у вида была довольно сложная таксономическая история. В 1839 году Джон Линдли опубликовал предполагаемый новый вид C. sclerophyllum, но с тех пор он был понижен до подвида вида C. stoechadis. В 1848 году Карл Мейсснер описал вид C. canaliculatum; Джордж Бентам в 1870 году понизил его до разновидности C. stoechadis, но с тех он был вновь восстановлен до вида. В 1919 году Мишель Гандоже опубликовал два новых вида, C. elegulum и C. ximum, но было обнаружено, что оба они являются синонимами C. stoechadis. Текущий статус был обозначен Элеонорой Беннетт в 1995 году, когда она была обработана Conospermum для серии монографий Flora of Australia.
Выделяют два подвида:
- C. stoechadis subsp. sclerophyllum
- C. stoechadis subsp. stoechadis (автоним)

## Распространение и местообитание
Conospermum stoechadis — эндемик Западной Австралии. Встречается на песках и латерите, на песчаных равнинах по всему биогеографическому региону Юго-Западной Австралии, а также на восток до города Саутерн-Кросс.

## Охранный статус
Вид классифицируется как не находящийся под угрозой.